# Jeff Baena
Jeff Baena (Miami, Florida, 29 de junio de 1977-Los Ángeles, California, 3 de enero de 2025)fue un guionista y director de cine estadounidense conocido por Life After Beth (2014), Joshy (2016), The Little Hours (2017), Horse Girl (2020), Spin Me Round (2022), y por coescribir I Heart Huckabees (2004). Fue conocido por sus frecuentes colaboraciones con las actrices Alison Brie (con quien coescribió Horse Girl y Spin Me Round) y su esposa, Aubrey Plaza.

## Primeros años y educación
Baena nació en Miami, Florida. Creció en el sur de Florida y más tarde estudió cine en la Universidad de Nueva York. Vivió y trabajó en California.

## Carrera profesional
Tras graduarse en la Escuela de Cine de la NYU, Baena se mudó a Los Ángeles para empezar a forjar su carrera. Fue ayudante de producción de Robert Zemeckis y trabajó en varias películas.
Después de trabajar con Zemeckis, Baena aceptó un trabajo como ayudante de montaje del guionista y director David O. Russell. Al cabo de un año y medio de trabajar juntos, un pequeño accidente de coche lesionó uno de los ojos de Baena. En parte para mantener el ánimo y pasar el tiempo mientras se recuperaba de aquello, Russell empezó a discutir ideas de historias con Baena. Los dos acabaron colaborando en cuatro guiones juntos.
Uno de esos cuatro guiones fue I Heart Huckabees, que Russell dirigió en 2004. Al mismo tiempo, Baena empezó a centrar su carrera en la escritura y escribió la comedia de zombis Life After Beth, que acabaría siendo su ópera prima como director.
Baena había planeado que Joshy fuera su debut como director, pero el actor y colaborador Adam Pally tuvo que retirarse por motivos personales. Baena decidió entonces trabajar en Life After Beth, que había empezado a escribir en 2003.
La siguiente película de Baena fue The Little Hours, que se estrenó en 2017. En la película aparecen los actores Alison Brie, Dave Franco, Kate Micucci, Aubrey Plaza, John C. Reilly y Molly Shannon junto con múltiples cameos.
La película Horse Girl de Baena, que escribió con Alison Brie, que protagoniza la película, tuvo su estreno mundial en el Festival de Cine de Sundance en enero de 2020.

## Vida privada
Mantuvo una relación con la actriz Aubrey Plaza desde 2011. En mayo de 2021, Plaza reveló que ella y Baena estaban casados.

## Muerte
El 3 de enero de 2025, Baena fue encontrado sin vida por su asistente en su casa en Los Ángeles. Tenía 47 años. Las autoridades indicaron que se trató de un suicidio por ahorcamiento.

## Filmografía

### Cine
| Año  | Título            | Director | Escritor | Productor |
| ---- | ----------------- | -------- | -------- | --------- |
| 2004 | I Heart Huckabees | No       | Sí       | No        |
| 2014 | Life After Beth   | Sí       | Sí       | No        |
| 2016 | Joshy             | Sí       | Sí       | No        |
| 2017 | The Little Hours  | Sí       | Sí       | No        |
| 2020 | Horse Girl        | Sí       | Sí       | Sí        |
| 2022 | Hazme girar       | Sí       | Sí       | Sí        |

### Televisión
| Año  | Título       | Director | Escritor | Productor |
| ---- | ------------ | -------- | -------- | --------- |
| 2021 | Cinema Toast | Sí       | Sí       | Sí        |